# 明愛華德中書院
明愛華德中書院（英語：Caritas Charles Vath College）為一所香港已停辦的直資高中學校，於2003年創立，並於2024年原址併入明愛胡振中書院。其校舍位於東涌松逸街，鄰近滿東邨。

## 歷史
此校於2001年由香港明愛向政府申辦，而申請於同年獲得受理。2003年9月，明愛華德中書院正式以高中學校形式開辦，並於翌年6月4日舉行揭幕典禮，由時任教統局常任秘書長羅范椒芬主持。
創校初年，此校除了高中及預科課程外，亦兼營一年制專業證書課程，主要錄取無法在原校升讀高中或預科的中學生。
由於香港中學會考及香港高級程度會考先後於2011-12年取消，預科學校因而日漸式微，此校亦面臨收生不足的問題。因此，明愛華德中書院曾於2019年申請改為完全中學，並獲批准，原訂自2021/22學年起錄取首批中一學生，預計於2024年完成。
然而，由於出生率持續下降及香港移民潮引發的第三輪殺校潮，加上東涌新市鎮發展，香港明愛決定放棄將此校轉為直資完全中學的計劃，並於2024年原址併入明愛胡振中書院。

## 班級及課程
截至合併前，此校高中各級均設1班2，均以中文授課（不包括英文科）。
而在選修科目方面，此校合併前高中學生可選修2科，而可選科目包括旅遊與款待、資訊及通訊科技、視覺藝術、設計與應用科技、體育，以及倫理與宗教。
而在常規課程以外，此校原擬增設高中戲劇教育課（分為戲劇表演及創作、劇場設計與科藝兩個範疇），並於初中語文科輔以戲劇教學；然而，有關計劃已因合併而作廢。

## 歷任管治人員

### 校監
- 譚國雄先生（？–2019年）
- 李劍華先生（2019年–2024年，末任校監；前為天主教普照中學校長）[7]

### 校長
- 陳周碧瑤女士，MH（2003年–2005年，創校校長）[10]
- 李國偉先生（2005年–2017年，第二任）
- 王偉先生（2017年–2022年，第三任）
- 熊旭儀女士（2022年–2024年，末任校長）

## 校舍
此校位於東涌河下游，毗鄰滿東邨。
校舍為一所採用後期設計的中學千禧校舍，佔地7,608平方米，設有30間課室連各種特別室，並與毗鄰的港青基信書院共用球場及停車場。
兩座校舍均由瑞安建業承建，於2001年12月動工，2003年完工。

### 校舍圖集

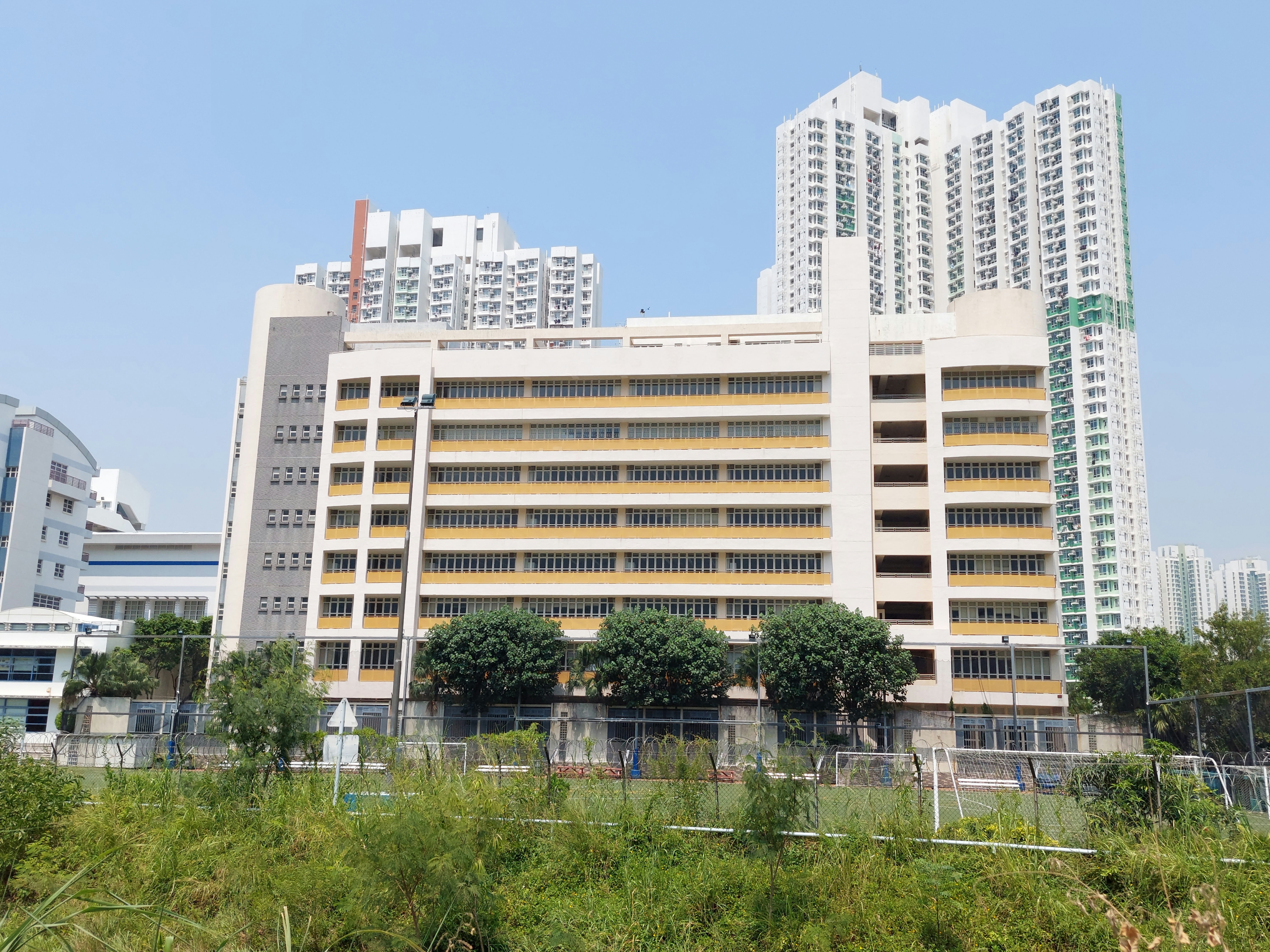
校舍背面，前臨港青基信書院球場
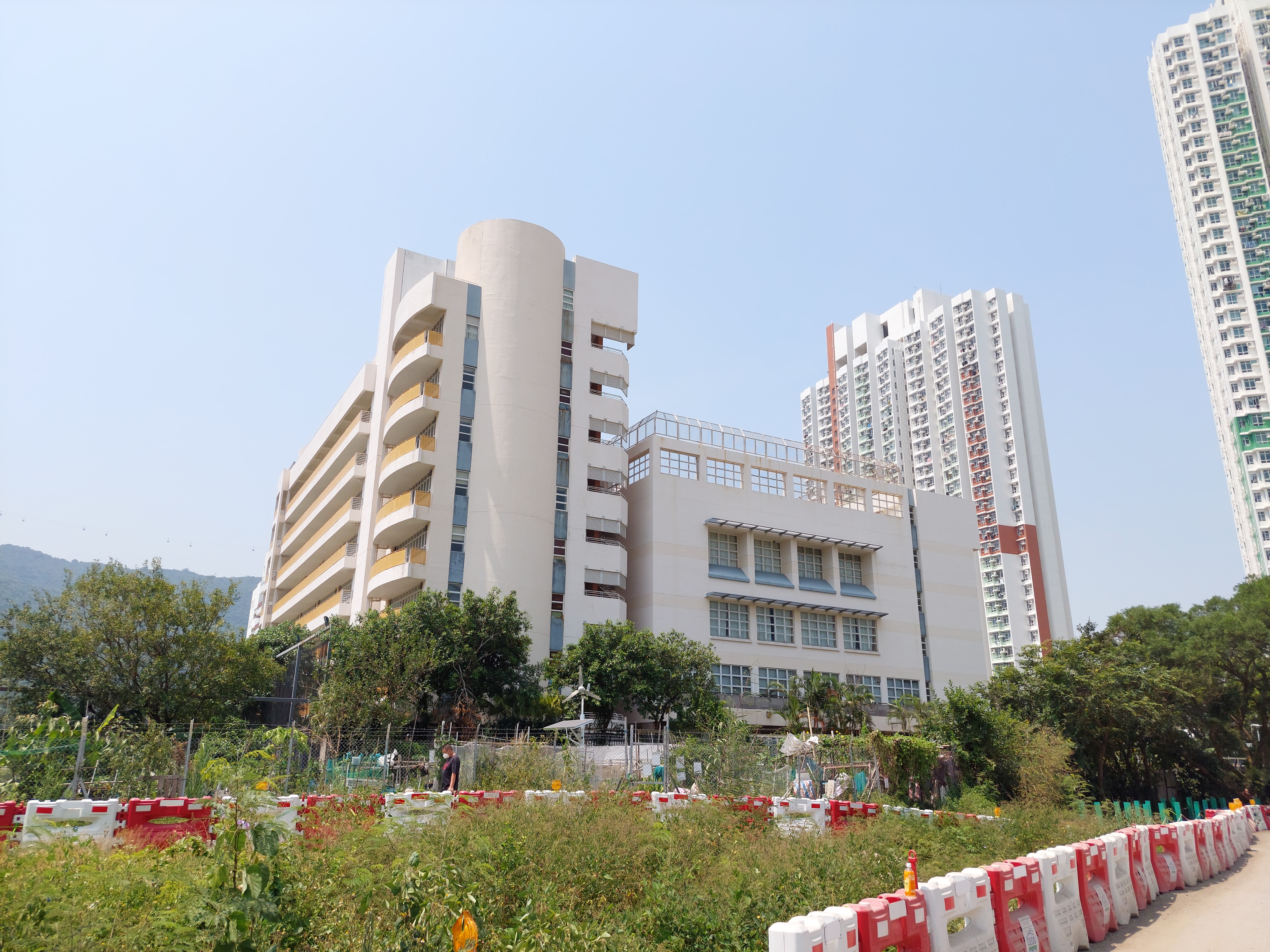
校舍東側
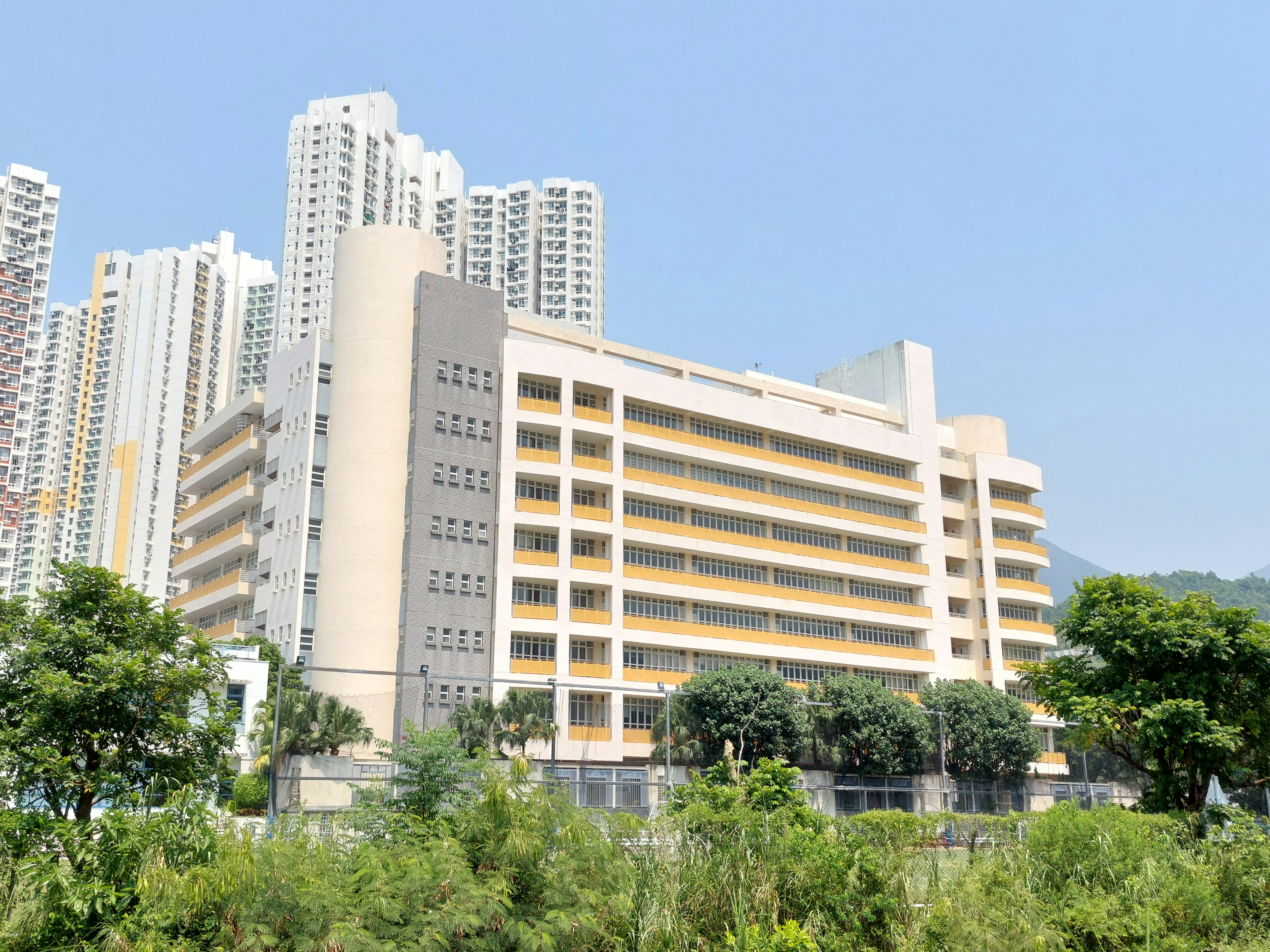
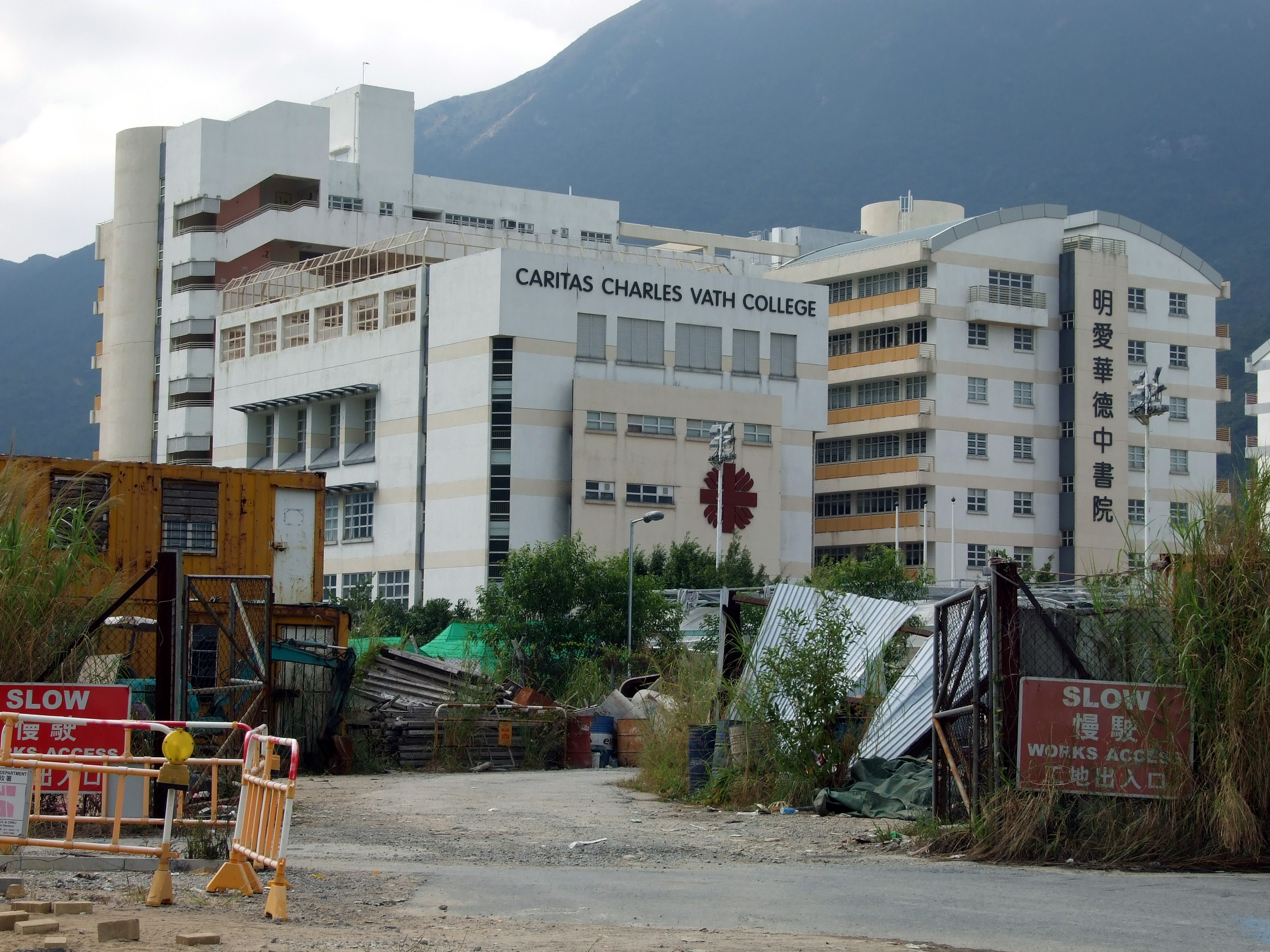
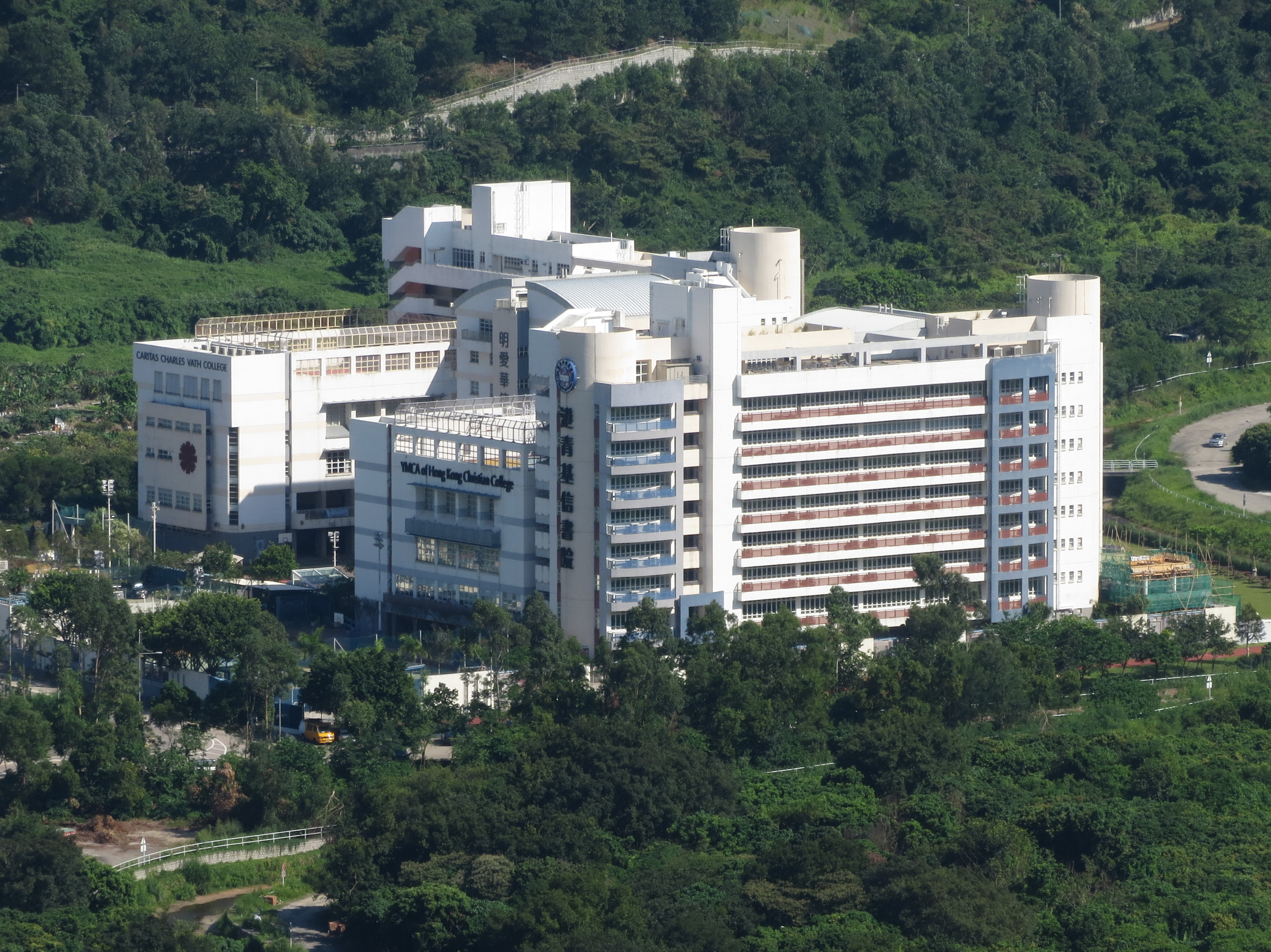
明愛華德中書院（左後方）與港青基信書院校舍

## 事件
- 2004年2月15日，此校發生欺凌事件，一名中四女生被同學誘騙至天水圍天慈邨某座梯間，隨後被其中三人毒打。事後，受害人在兄長陪同下回校投訴，並由校方報警處理[13]。
- 2018年10月3日早上，自稱「龍心」的網絡紅人林克霖及其當時女友，在此校門外鬧事，更一度攔截正在回校的學生。事後，二人均被警方拘捕，並被控遊蕩罪[14]。
- 2018年12月，此校連同另外三間直資中學，被揭發其財政儲備未達教育局的最低要求。及後，此校就儲備不足一事作出解釋，並否認「管理不善」的傳聞[15]。

## 著名教職員
- 冼振東博士：著名舞台劇導演、戲劇教育工作者，停辦前為助理校長

## 外部連結
- 明愛華德中書院網站 （页面存档备份，存于）

22°16′30″N 113°55′56″E / 22.27510°N 113.93209°E